# Hymenochaete pinnatifida
Hymenochaete pinnatifida är en svampart som beskrevs av Burt 1918. Hymenochaete pinnatifida ingår i släktet Hymenochaete och familjen Hymenochaetaceae.   Inga underarter finns listade i Catalogue of Life.